# Сергіїв Ольга (Олеся) Юріївна
Ольга (Олеся) Юріївна Сергіїв (до шлюбу — Борисова; 23 липня 1914, Київ — 24 липня 2001, Скоттсдейл, шт. Аризона, США) — фотографка, художниця, зберігачка архіву Лесі Українки.

## Життєпис
Народилася 23 липня 1914 року в Києві в родині Ізидори Косач-Борисової (сестри Лесі Українки) та Юрія Борисова.
У 1914—1918 рр. з матір'ю жила в Києві, Гадячі, Катеринославі, а з 1918 року, після звільнення батька з австрійського полону, мешкала у Кам'янці-Подільському. До 1925 р. з батьками, бабусею Оленою Пчілкою та родиною тітки Ольги Косач-Кривинюк жила у Могилеві-Подільському. З 1925 року мешкала в Києві, де після закінчення семирічки навчалась у Художньо-індустріальній школі (ХІШ). Відвідувала також приватну студію художника-символіста Юхима Михайлова.
1932 року завершила навчання, здобувши фах у галузі науково-технічної фотографії, працювала в лабораторії світлочутливих матеріялів.
У шлюбі з військовим льотчиком Чорноморського флоту проживала в Одесі. У вересні 1936 року народила сина Михайла, а на початку 1943 року дочку Ольгу (у шлюбі Петрова).
У роки сталінського терору після арешту батьків 1937 року Ольга Сергіїв неодноразово зверталася з клопотанням про помилування до різних інстанцій та особисто до Народного комісара Внутрішніх справ М. Єжова, запевняючи у невинності її батьків та наголошуючи на численних хворобах літніх людей, а також на тому, що фах, завзятість та відданість матері й батька будуть значно корисніші «у будь-якому куточку нашої квітучої радянської країни тільки на волі». Також Ольга Сергіїв наголошувала, що 1938 року виповнюється 25 років з дня смерти її геніяльної тітки Лесі Українки. Спільними зусиллями з тіткою Ольгою Косач-Кривинюк у листопаді 1939 року матір вдалося визволити, а батько загинув у таборах (ВТТ), найвірогідніше 1941 року.
Восени 1943 року разом із дітьми, матір'ю й тіткою Ольгою покинула Україну, прямуючи через Львів до тітки Оксани в Прагу, а потім у Німеччину.
З 1949 року жила у США, працювала робітницею на заводі «Пепсі» та інших підприємствах.
До занять художньою творчістю в силу еміґраційного життя повернулася 1978 року, за 2 роки до смерти матері. Писала пастеллю пейзажі й натюрморти, мріяла поїхати з виставкою в Україну.
У 1989—1991 рр. Ольга Борисова передала в Україну через завідувача Відділу рукописів, заступника директора Інституту літератури ім. Т. Г. Шевченка Миколу Жулинського неоціненної ваги меморії та частину фотоархіву Косачів-Драгоманових, що зберігали Ольга Косач-Кривинюк, а згодом Ізидора Косач-Борисова.
Померла Ольга Сергіїв-Борисова 24 липня 2001 року в Скоттсдейлі, штат Аризона, США.